# 贝贝尔·巴斯
贝贝尔·巴斯（德語：Bärbel Bas；1968年5月8日—），德国社会民主党政治家，2021年—2025年任第14任德国联邦议院议长，2009年起当选联邦议员，2025年5月6日起担任德國聯邦勞動及社會事務部部长。